# NGC 4115
NGC 4115 este o galaxie situată în constelația Părul Berenicei. A fost descoperită în  de către .